# Icewind Dale II
Icewind Dale II (укр. Долина крижаного вітру II) — рольова відеогра, розроблена Black Isle Studios та випущена у вересні 2002 року. Дія гри розгортається в Долині крижаного вітру — північно-західному регіоні Забутих королівств (англ. Forgotten Realms) — навколо міста Таргос, одного із Десяти міст. Через тридцять років після подій, що відбулися в першій частині, над північчю та Десятьма містами нависла нова загроза — бути відрізаними від решти світу.

## Геймплей

### Рольова система
Див. Характеристики персонажа в Dungeons & Dragons

### Створення персонажа
У Icewind Dale II дається можливість керувати групою найманців, в якій може бути від 1-го до 6-ти чоловік. Для кожного з членів групи вибирається стать, раса, клас, характер, здібності, вміння, зовнішність та ім'я.
У кожної раси є свої переваги та недоліки (наприклад, підвищена спритність у Халфінгів та сонячна сліпота у Дроу). Клас визначає спрямованість персонажа та навички, якими він буде користуватися надалі. Характер або світогляд персонажа визначає його моральні та етичні норми і, як наслідок, манеру спілкування з оточуючими. Здібності — це основні характеристики персонажа (сила, спритність, конституція, інтелект, мудрість та харизма). Уміння — особливі навички, які знадобляться персонажу під час гри. До них, наприклад, відносяться знешкодження пасток, дипломатія та алхімія.

### Розвиток персонажа
За виконання завдань та вбивство монстрів група отримує досвід, за який дається рівень. При прокачуванні рівня дається можливість розподілити очки, підвищивши свої здібності та вміння. Потрібно з великою увагою підходити до розподілу очок — їх мало, а умінь багато і не всі вони можуть бути важливими для цього персонажа.

### Нове в грі
- Гра заснована на 3-ій редакції правил Dungeons & Dragons.
- З'явилися нові класи персонажів: Варвар, Чарівник та Монах.
- Нові раси і субраси: Дроу та Напіворки, кожна зі своїми унікальними особливостями.
- Понад триста магічних заклинань.
- Модифікована версія рушія Infinity Engine.

## Рецензії
Icewind Dale II отримала загалом позитивні відгуки. Game Informer назвав її "однією з найкращих рольових ігор, коли-небудь випущених для ПК", а GameSpot — "просто чудовою рольовою грою". Однак PC Format сказав, що "вона не надихає і не надихає, ставить перед собою вузьку задачу і виконує її неефектно".
| Агрегатор    | Оцінка               |
| ------------ | -------------------- |
| GameRankings | 81.79 % (37 оглядів) |
| Metacritic   | 83/100 (22 огляду)   |

| Видання                  | Оцінка |
| ------------------------ | ------ |
| AllGame                  | [ 5 ]  |
| Computer and Video Games | 8.3/10 |
| GameSpot                 | 8.3/10 |
| GameSpy                  | [ 8 ]  |
| IGN                      | 9/10   |

| Видання     | Оцінка |
| ----------- | ------ |
| Домашний ПК | [ 10 ] |

## Музика
Композитор — Інон Зур (Inon Zur).
У лютому 2003 року його саундтрек для Icewind Dale II силами Game Audio Network Guild був номінований на «Найкраща музика 2002», а Game Industry News номінровало його музику на звання «Найкращий саундтрек 2002».